# Constantina (Sevilha)
Constantina é um município da Espanha na província de Sevilha, comunidade autónoma da Andaluzia, de área 483 km² com população de 6687 habitantes (2007) e densidade populacional de 14,15 hab/km².

## Demografia
| Variação demográfica do município entre 1991 e 2004 | Variação demográfica do município entre 1991 e 2004 | Variação demográfica do município entre 1991 e 2004 | Variação demográfica do município entre 1991 e 2004 |
| --------------------------------------------------- | --------------------------------------------------- | --------------------------------------------------- | --------------------------------------------------- |
| 1991                                                | 1996                                                | 2001                                                | 2004                                                |
| 7315                                                | 7390                                                | 6840                                                | 6818                                                |